# Bostads AB Poseidon
Bostads AB Poseidon är ett helägt kommunalt bostadsbolag i Göteborg. Bolaget har sitt huvudkontor i Angered. 2014 har företaget cirka 26 000 lägenheter runt om i Göteborg.